# Stelle principali
Le principali stelle visibili nel cielo notturno sono elencate in apposite liste per costellazione, come segue:
| - Andromeda - Aquario (Aquarius) - Aquila - Altare (Ara) - Ariete (Aries) - Auriga - Balena (Cetus) - Bilancia (Libra) - Boote (Boötes) - Bulino (Caelum) - Bussola (Pyxis) - Camaleonte (Chamaeleon) - Cancro (Cancer) - Cani da Caccia (Canes Venatici) - Cane Maggiore (Canis Maior) - Cane Minore (Canis Minor) - Capricorno (Capricornus) - Carena (Carina) - Cassiopea (Cassiopeia) - Cavallino (Equuleus) - Centauro (Centaurus) - Cefeo (Cepheus) - Chioma di Berenice (Coma Berenices) - Cigno (Cygnus) - Colomba (Columba) - Compasso (Circinus) - Corona Australe (Corona Australis) - Corona Boreale (Corona Borealis) - Corvo (Corvus) - Cratere (Crater) - Croce del Sud (Crux) - Delfino (Delphinus) - Dorado - Dragone (Draco) - Ercole (Hercules) - Eridano (Eridanus) - Fenice (Phoenix) - Fornace (Fornax) - Freccia (Sagitta) - Gemelli (Gemini) - Giraffa (Camelopardalis) - Gru (Grus) - Idra (Hydra) - Idro (Hydrus) | - Indiano (Indus) - Leone (Leo) - Leone Minore (Leo Minor) - Lepre (Lepus) - Lince (Lynx) - Lira (Lyra) - Lucertola (Lacerta) - Lupo (Lupus) - Macchina Pneumatica (Antlia) - Mensa - Microscopio (Microscopium) - Mosca (Musca) - Ofiuco (Ophiuchus) - Orione (Orion) - Orologio (Horologium) - Orsa Maggiore (Ursa Maior) - Orsa Minore (Ursa Minor) - Ottante (Octans) - Pavone (Pavo) - Pegaso (Pegasus) - Perseo (Perseus) - Pesce Australe (Piscis Austrinus) - Pesce Volante (Volans) - Pesci (Pisces) - Pittore (Pictor) - Poppa (Puppis) - Regolo (Norma) - Reticolo (Reticulum) - Sagittario (Sagittarium) - Scorpione (Scorpius) - Scultore (Sculptor) - Scudo (Scutum) - Serpente (Serpens) - Sestante (Sextans) - Toro (Taurus) - Telescopio (Telescopium) - Triangolo (Triangulum) - Triangolo Australe (Triangulum Australe) - Tucano (Tucana) - Uccello del Paradiso (Apus) - Unicorno (Monoceros) - Vele (Vela) - Vergine (Virgo) - Volpetta (Vulpecula) |